# L'Apprenti Schtroumpf
L'Apprenti Schtroumpf (Em Portugal: O Estrumpfe mágico)é o sétimo álbum da série de histórias em quadrinhos franco-belga Les Schtroumpfs em língua francesa, pelo cartunista e roteirista belga Peyo, lançada em 1971 pela editora Dupuis na Bélgica.

## Parcelas
L'Apprenti Schtroumpf
Schtroumpfs quer aprender magia e alquimia, depois de algumas tentativas fracassadas de obter o livro de mágica de La Grand Schtroumpf, ele vai para Gargamel laboratório e rouba uma página de seu livro de magia. No entanto, o que a poção escrita na página faz está escrita na página a seguir, portanto, a única maneira de saber o que a poção faz é testá-la. Depois de algumas tentativas fracassadas de dar a poção aos outros Schtroumpfs, L'Apprenti Schtroumpf a bebe e se torna um monstro verde tipo lagarto que os outros Schtroumpfs (exceto La Grand Schtroumpf) têm medo. Nenhuma das tentativas de La Grand Schtroumpf contra um antídoto funciona; portanto, o L'Apprenti Schtroumpf vai ao laboratório de Gargamel após o antídoto, mas é capturado. La Grand Schtroumpf leva os outros Schtroumpfs a salvá-lo, e então eles fazem o antídoto que restaura L'Apprenti Schtroumpf para sua aparência normal de Schtroumpf.
Pièges à Schtroumpfs
Gargamel preparou uma série de armadilhas para capturar Les Schtroumpfs, que estão brincando de esconde-esconde. Le Schtroumpf à lunettes está trancado em um livro, o le Schtroumpf Gourmand preso em um bolo, Le Schtroumpf Grognon  no fundo de um buraco. Mas o Schtroumpf que contava atrás da árvore viu tudo e correu para avisar o La Grand Schtroumpf. Les Schtroumpfs deixados na vila partem para entregar seus amigos, mas são pegos em uma rede colocada por Gargamel. La Grand Schtroumpf consegue escapar e volta à noite para entregar Les Schtroumpfs e trancar Gargamel em seu próprio cofre.
Roméos et Schtroumpfette
Uma série de piadas de uma página mostrando o amor que todos os Les Schtroumpfs sentem pela La Schtroumpfette.

## Publicação e outras mídias
- Na versão no desenho animado, produzida pela Hanna-Barbera intitulada The Smurf Apprentice, Schtroumpf Maladroit é quem se torna o aprendiz, e não o Schtroumpf sem nome dos quadrinhos.

- A versão animada de Romeo and Schtroumpfette vincula os gags como uma história, onde Gargamel (que não apareceu em nenhum dos gags) usa uma flor mágica para fazer Schtroumpfette decidir que ela se casará com Schtroumpf Bricoleur ou Schtroumpf Costaud, dividindo os Schtroumpfs entre os apoiadores de Bricoleur  e os apoiadores de Costaud, O episódio também usa algumas cenas adaptadas de Schtroumpf Vert et Vert Schtroumpf.